# Maiko Nemzeti Park
A Maiko Nemzeti Park a Kongói Demokratikus Köztársaság nemzeti parkjainak egyike. 
1970-ben alapították, területe 10 830 km². A Kongói Demokratikus Köztársaság egyik legeldugottabb, erdővel borított területén fekszik. Az ország legkülönlegesebb, csak itt honos állata közül háromnak az élőhelye: a keleti síkvidéki gorillának (Gorilla beringei graueri), az okapinak és a kongói pávának. 

## Története
A Maiko Nemzeti Parkot a területén élő keleti síkvidéki gorillák (Gorilla beringei graueri), csimpánzok, okapik, bongók, erdei elefántok és kongói pávák kritikusra csökkent populációjának megmentése érdekében hozták létre. A Kahuzi-Biega és a  Virunga Nemzeti Parkoktól eltérően Maiko még nem került fel a világörökség listájára, ezért még nem élvez hasonló nemzetközi érdeklődést és támogatást.
1994-es felméréseikre támaszkodva John Hart és Claude Sikubwabo úgy véli, hogy Maiko lehet a Kongói Demokratikus Köztársaság leggazdagabb erdei parkja biológiai sokszínűsége tekintetében. 1989-1992 közötti felméréseikben két különálló Grauer gorilla populációt azonosítottak a Maiko Nemzeti Parkban. 1996-ban John Hart és Jefferson Hall ezeket a populációknak a létszámát északon 826-ra (444-1090), délen 33-ra (18-45) becsülte; az északi populáció relatíve stabil és a legjobb reményt nyújtja a megmaradásra. Már a háború előtt voltak ember által lakott települések a parkban, az elefántra vadászó orvvadászok a parkban felütött ideiglenes táborokból dolgoztak. A kisebb mértékű elefántcsont és élő állat (fiatal gorillák is) illegális kereskedeleme már bejáratott utakkal rendelkezett a környező települések felé. A park hatalmas területe és a nem kielégítő infrastruktúra a felügyeletet, az ellenőrzést és a védelmet nagyon nehézzé tette.
A park irányító testülete: l'Institut Congolais pour la Conservation de la Nature (ICCN)

## Külső hivatkozások
- Dian Fossey alapítványa
- Gorilla Journal 21, 2000. december